# Forrester (Portwein)
Forrester & Ca., S.A. (kurz Forrester oder Offley Forrester) ist ein Hersteller und Handelshaus für Portweine mit Sitz in Vila Nova de Gaia in der Nähe des Anbaugebiets Alto Douro in Portugal. 

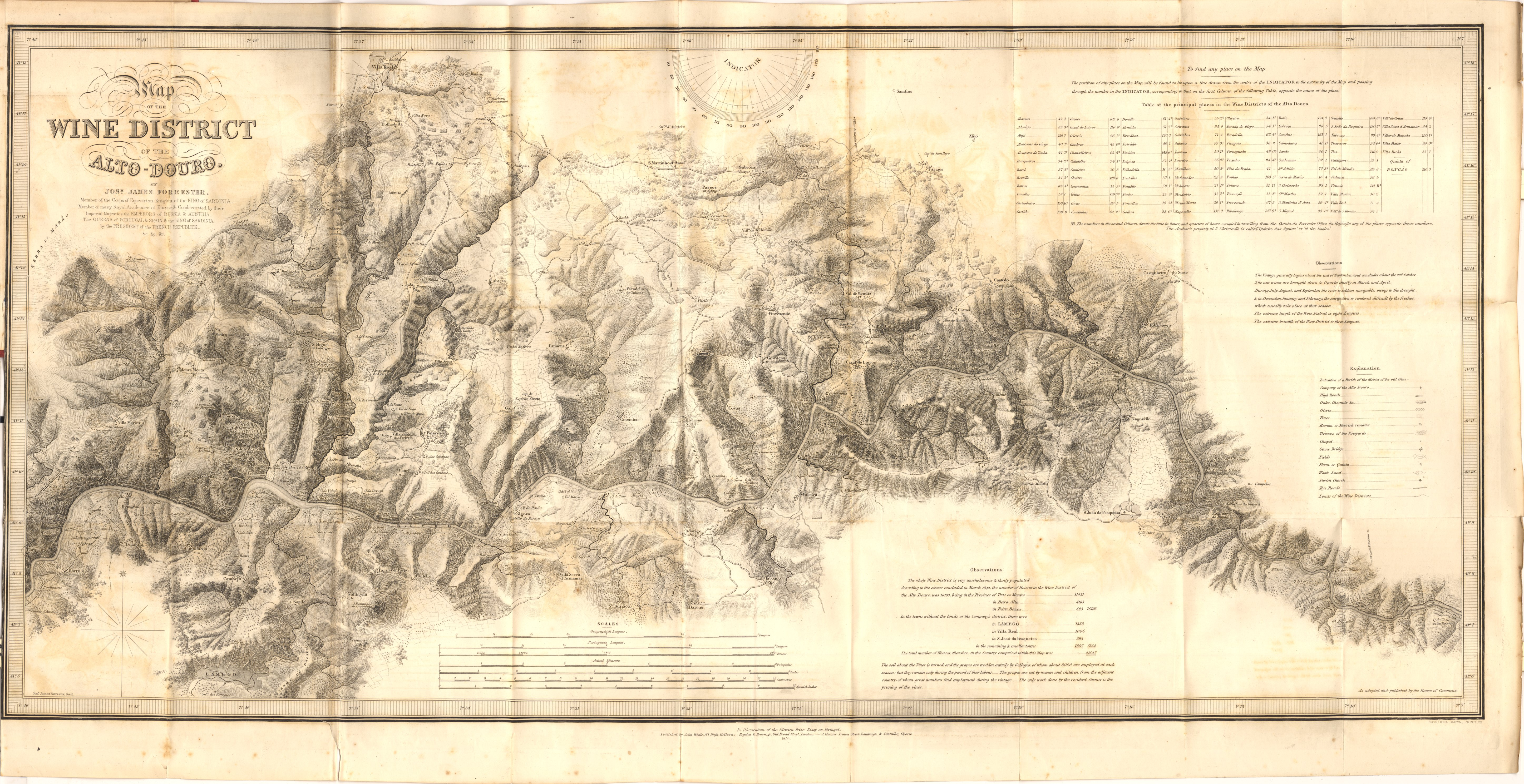
Historische Karte des Weinbaugebietes nach J. J. Forrester (1854)

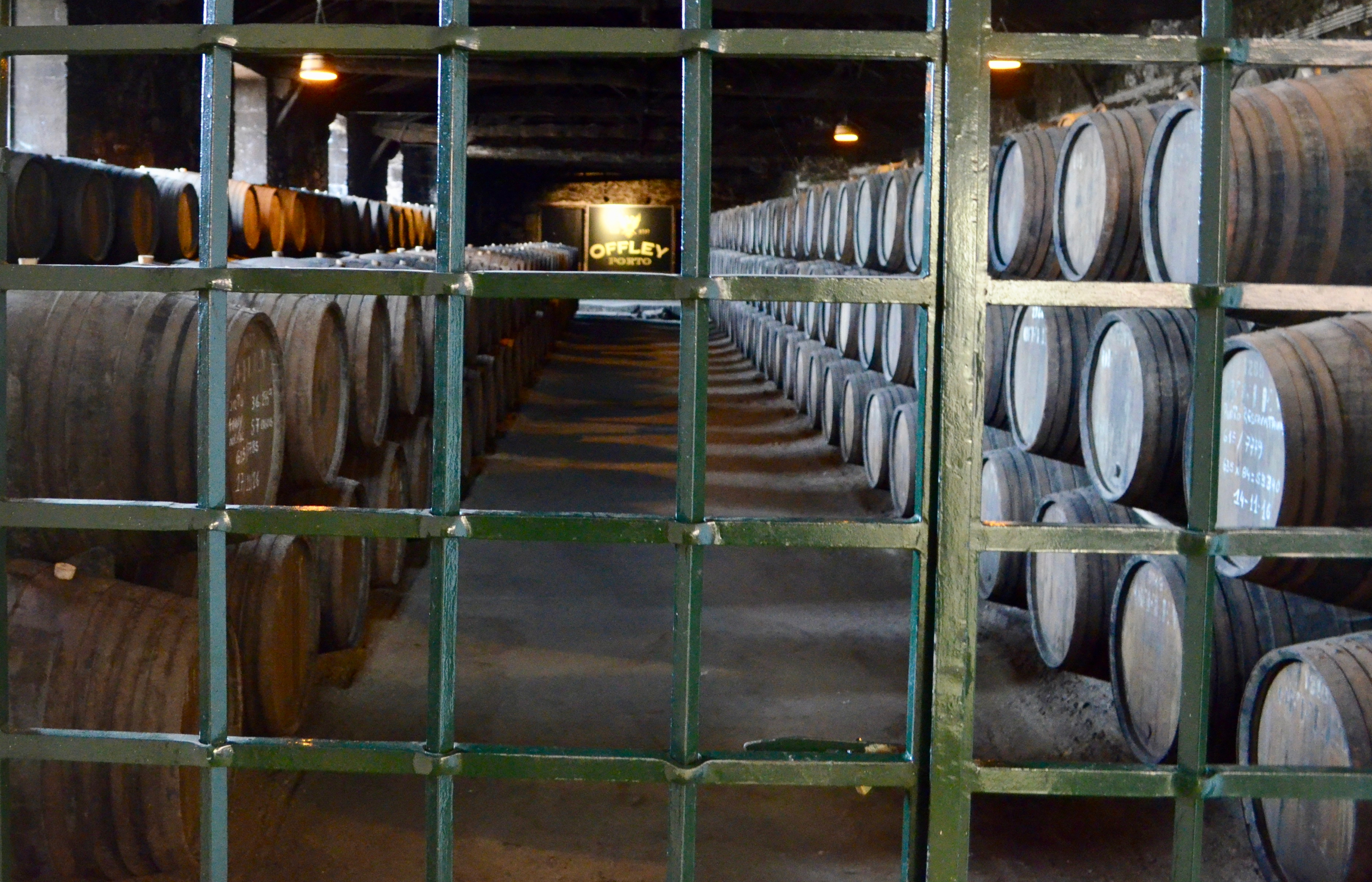
Offley-Weinkeller in Porto (2016)

## Geschichte
Das Unternehmen wurde 1737 gegründet und befindet sich im Eigentum der Sogrape-Gruppe. Der Name geht auf die verwandtschaftlichen Beziehungen des Schotten J.J. Forrester mit der alten Portwein-Dynastie „Offley“ zurück. William Offley wurde zum Anfang des 19. Jahrhunderts für seine Verdienste um den Weinbau und die Landwirtschaft in Portugal in den Adelsstand eines Barão erhoben.